# Большая Курница
Больша́я Курни́ца (бел. Вялікая Курніца) — деревня в Брестском районе Брестской области Белоруссии. Входит в состав Чернинского сельсовета.

## География
Расположена в 13,5 км по автодорогам к северо-востоку от центра Бреста, высота над уровнем моря 152 м. Ближайшие населённые пункты — деревни Малая Курница в 1 км к северо-западу, Бердичи в 0,5 км к югу и Селяхи в 2 км к юго-востоку. Расстояние до центра сельсовета, агрогородка Черни — 4 км по автодорогам на юг.

## История
В письменных источниках XVII века упоминается как деревня Берестейского повета Берестейского воеводства ВКЛ.
С 1698 года — владение Чарторыйских.
В XIX веке имение — государственная собственность в составе Косичской волости Брестского уезда Гродненской губернии. В состав имения входили деревни Большая и Малая Курница, а также Чернаки.
По переписи 1897 года — 86 дворов, школа грамоты и хлебозапасный магазин.
После Рижского мирного договора 1921 года — в составе гмины Косичи Брестского повята Полесского воеводства Польши, 52 двора. С 1939 года — в составе БССР.

## Инфраструктура
В деревне работает магазин, действует ООО «ОТУКС». К северу от деревни находится военный городок.

## Население
На 1 октября 2018 года насчитывалось 223 жителя в 93 домохозяйствах, из них 54 младше трудоспособного возраста, 123 — в трудоспособном возрасте и 46 — старше трудоспособного возраста.